# سیارک ۱۰۴۵۲
سیارک ۱۰۴۵۲ (به انگلیسی: 10452 Zuev، نامگذاری:1976SQ7) ده هزار و چهارصد و پنجاه و دومین سیارک کشف شده‌است که در ۲۵ سپتامبر ۱۹۷۶ کشف شد.
قدر مطلق سیارک برابر ۲۸٫۲ است.